# Championnats de France de patinage artistique 2006
Navigation
Championnats de France 2005 Championnats de France 2007
Les championnats de France de patinage artistique 2006 ont eu lieu du 9 au 11 décembre 2005 à la Piscine-Patinoire Lafayette de Besançon. C'est la troisième fois que la capitale franc-comtoise accueille les championnats de France après 1998 et  1995 où elle n'a organisé que l'épreuve de danse sur glace.
Les championnats accueillent 5 épreuves: simple messieurs, simple dames, couple artistique, danse sur glace et patinage synchronisé. Pour la première fois, le patinage synchronisé fait son entrée aux championnats de France élites.

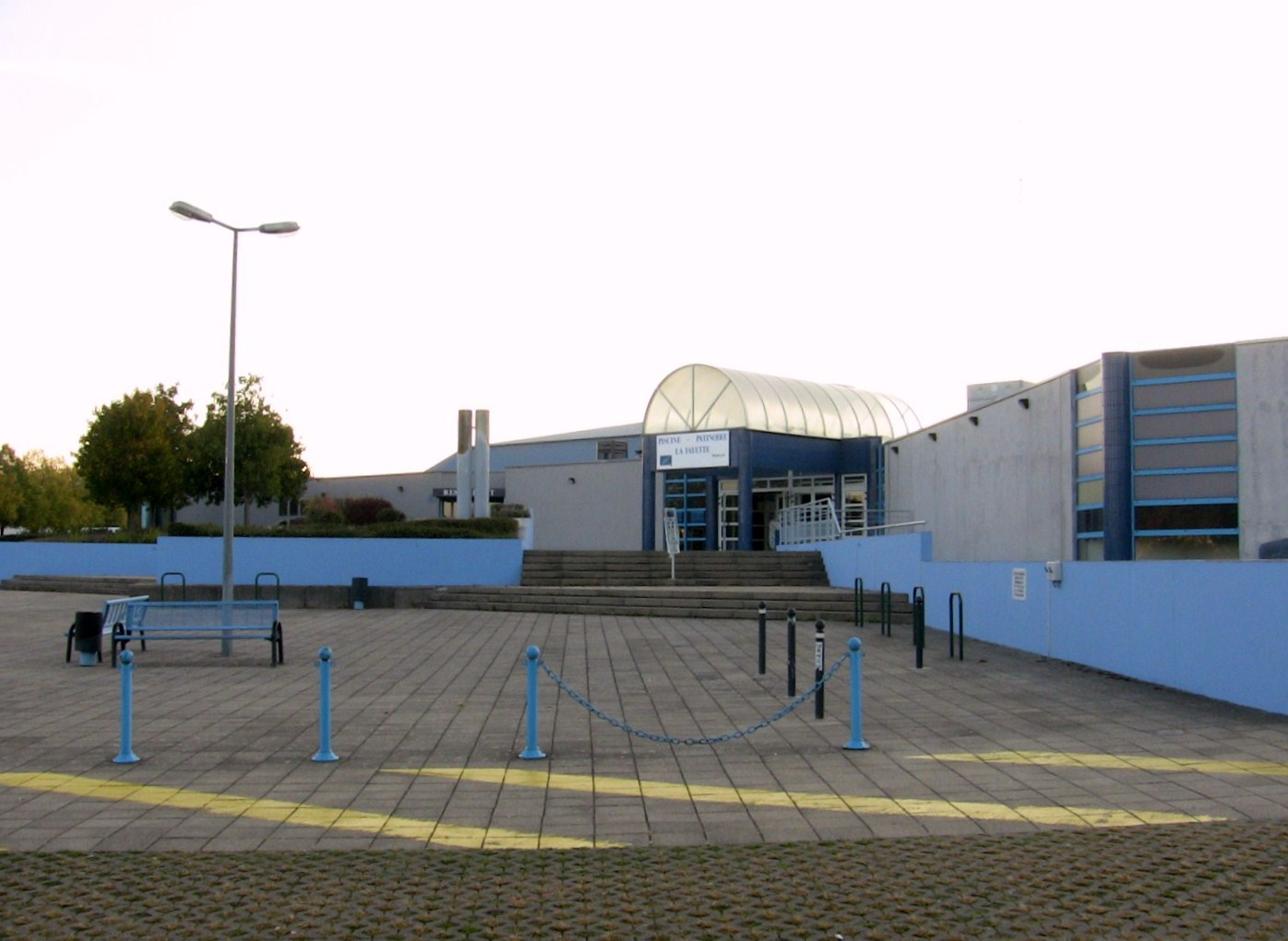
Patinoire Lafayette à Besançon

## Faits marquants
- Les danseurs sur glace Pernelle Carron & Matthieu Jost patinent ensemble depuis le début de la saison 2005/2006. L'ancienne partenaire de Matthieu, Roxane Petetin a décidé d'arrêter les compétitions.

- Une patineuse monégasque Aurore Prémont a participé à la compétition féminine. Son classement (10e) n'est pas comptabilisée dans les résultats officiels.

## Podiums
| Épreuves                                 | Or                                      | Argent                               | Bronze                              |
| Messieurs résultats détaillés            | Brian Joubert                           | Samuel Contesti                      | Alban Préaubert                     |
| Dames résultats détaillés                | Nadège Bobillier-Chaumont               | Céline Lacour                        | Laura Dutertre                      |
| Couples résultats détaillés              | Marylin Pla / Yannick Bonheur           | Rimata Araslanova / Jérôme Blanchard | Mélodie Chataigner / Medhi Bouzzine |
| Danse sur glace résultats détaillés      | Isabelle Delobel / Olivier Schoenfelder | Nathalie Péchalat / Fabian Bourzat   | Pernelle Carron / Matthieu Jost     |
| Patinage synchronisé résultats détaillés | Les Zoulous                             | Les Atlantides                       | -                                   |

## Détails des compétitions

### Messieurs
| Rang    | Nom               | Points | Prog. court | Prog. libre |
| ------- | ----------------- | ------ | ----------- | ----------- |
| 1       | Brian Joubert     | 218.14 | 1           | 1           |
| 2       | Samuel Contesti   | 208.57 | 4           | 2           |
| 3       | Alban Préaubert   | 204.61 | 3           | 3           |
| 4       | Frédéric Dambier  | 199.60 | 2           | 5           |
| 5       | Yannick Ponsero   | 198.20 | 5           | 4           |
| 6       | Jérémie Colot     | 165.93 | 6           | 6           |
| 7       | Yoann Deslot      | 149.52 | 7           | 8           |
| 8       | Jérémy Prevoteaux | 140.70 | 12          | 7           |
| 9       | Yannick Kocon     | 132.76 | 10          | 10          |
| 10      | Vianney Drouin    | 132.36 | 11          | 9           |
| 11      | Florent Amodio    | 124.77 | 9           | 11          |
| Abandon | Kim Lucine        | 50.71  | 8           |             |
| Forfait | Damien Djordjevic |        |             |             |

### Dames
| Rang    | Nom                       | Points | Prog. court | Prog. libre |
| ------- | ------------------------- | ------ | ----------- | ----------- |
| 1       | Nadège Bobillier-Chaumont | 126.26 | 1           | 1           |
| 2       | Céline Lacour             | 118.27 | 3           | 3           |
| 3       | Laura Dutertre            | 118.13 | 4           | 2           |
| 4       | Anne-Sophie Calvez        | 114.14 | 2           | 5           |
| 5       | Candice Didier            | 110.82 | 5           | 6           |
| 6       | Anna Weinberger           | 100.14 | 9           | 4           |
| 7       | Charlotte Gendreau        | 99.07  | 7           | 7           |
| 8       | Adeline Canac             | 97.25  | 6           | 9           |
| 9       | Vinciane Fortin           | 96.03  | 8           | 8           |
|         | Aurore Prémont            | 79.42  | 10          | 10          |
| Forfait | Gwendoline Didier         |        |             |             |

### Couples
| Rang | Nom                                  | Points | Prog. court | Prog. libre |
| ---- | ------------------------------------ | ------ | ----------- | ----------- |
| 1    | Marylin Pla / Yannick Bonheur        | 132.68 | 1           | 1           |
| 2    | Rinata Araslanova / Jérôme Blanchard | 117.11 | 2           | 2           |
| 3    | Mélodie Chataigner / Medhi Bouzzine  | 92.46  | 3           | 3           |

### Danse sur glace
| Rang | Nom                                     | Points | Danse imposée | Danse originale | Danse libre |
| ---- | --------------------------------------- | ------ | ------------- | --------------- | ----------- |
| 1    | Isabelle Delobel / Olivier Schoenfelder | 192.60 | 1             | 1               | 1           |
| 2    | Nathalie Péchalat / Fabian Bourzat      | 160.25 | 2             | 2               | 2           |
| 3    | Pernelle Carron / Matthieu Jost         | 152.40 | 3             | 3               | 3           |
| 4    | Eve Bentley / Cédric Pernet             | 128,01 | 4             | 4               | 4           |

### Patinage synchronisé
| Rang | Nom            | Points | Prog. court | Prog. libre |
| ---- | -------------- | ------ | ----------- | ----------- |
| 1    | Les Zoulous    | 82.76  | 1           | 1           |
| 2    | Les Atlantides | 81.74  | 2           | 2           |

## Sources
- Résultats des championnats de France 2006 sur le site The Figure Skating Corner.
- Résultats des championnats de France 2006 sur le site Planète Patinage
- Patinage Magazine N°100 (Hiver 2005/2006)
- Céline Lacour Médaille d'Argent